# 藤川村 (福島県)
藤川村（ふじかわむら）は福島県大沼郡にあった村。現在の会津美里町中部、只見線会津高田駅の南東、宮川中流右岸にあたる。

## 地理
- 山：高畑山
- 河川：宮川

## 歴史
- 1889年（明治22年）4月1日 - 町村制の施行により、下堀村、橋丸村、勝原村、藤家舘村、富川村の区域をもって発足。
- 1955年（昭和30年）3月31日 - 高田町、赤沢村、永井野村、尾岐村、東尾岐村、旭村と合併して会津高田町が発足。同日藤川村廃止。